# IPod Shuffle
iPod Shuffle (укр. айПо́д Ша́фл) — портативний цифровий аудіоплеєр, який розробляє та випускає компанія Apple Inc. Плеєр є найменшим та найдоступнішим за ціною серед всієї серії плеєрів iPod. Вперше був представлений на виставці Macworld Conference & Expo 11 січня 2005 року під гаслом «Життя невпорядковане» (англ. Life is random). Став першим плеєром Apple, у якому дані зберігаються на флеш-носії, а не на жорсткому диску. Поточна модель другого покоління має масу 15 грамів. iPod Shuffle другого покоління (2G) було представлено у вересні 2006 разом з п'ятим поколінням iPod Classic та другим поколінням iPod Nano. Цей плеєр — найменший товар, який виробляє Apple.

## Моделі
| Покоління | Фото                           | Ємність                                                                                         | Колір                                                      | Колір                                                      | Колір                                                         | Підключення               | Офіційна дата виходу на ринок | Мінімальні вимого до комп’ютера | Тривалість роботи від батареї (годин) |
| --------- | ------------------------------ | ----------------------------------------------------------------------------------------------- | ---------------------------------------------------------- | ---------------------------------------------------------- | ------------------------------------------------------------- | ------------------------- | ----------------------------- | ------------------------------- | ------------------------------------- |
| Перше     | first generation iPod Shuffle  | 512 MB                                                                                          | Білий                                                      | Білий                                                      | Білий                                                         | USB (Без адаптора)        | 11 січня 2005                 | Mac: 10.2 Windows: 2000         | Музика: 12                            |
| Перше     | first generation iPod Shuffle  | 1 GB                                                                                            | Білий                                                      | Білий                                                      | Білий                                                         | USB (Без адаптора)        | 11 січня 2005                 | Mac: 10.2 Windows: 2000         | Музика: 12                            |
| Перше     | first generation iPod Shuffle  | Нова розробка.Використовується флеш пам'ять і відсутній дисплей                                 |                                                            |                                                            |                                                               |                           |                               |                                 |                                       |
| Друге     | second generation iPod Shuffle | 1 GB                                                                                            | (original) Сріблястий Зелений Голубий Рожевий Помаранчевий | (Перше оновлення) Сріблястий Бірюзовий Червоний Лавандовий | (Друге оновлення) Сріблястий Зелений Голубий Червоний Рожевий | USB 2.0 (З док. станцією) | 12 вересня 2006               | Mac: 10.3 Windows: 2000         | Музика: 12                            |
| Друге     | second generation iPod Shuffle | 2 GB                                                                                            | n/a                                                        | (Перше оновлення) Сріблястий Бірюзовий Червоний Лавандовий | (Друге оновлення) Сріблястий Зелений Голубий Червоний Рожевий | USB 2.0 (З док. станцією) | 26 лютого 2008                | Mac: 10.3 Windows: 2000         | Музика: 12                            |
| Друге     | second generation iPod Shuffle | Новий зменшений корпус, Анодоване алюмінієве покриття; 2 GB модель представлена 19 лютого 2008. |                                                            |                                                            |                                                               |                           |                               |                                 |                                       |